# Sphaerodactylus scaber
Sphaerodactylus scaber — вид геконоподібних ящірок родини Sphaerodactylidae. Ендемік Куби.

## Поширення і екологія
Sphaerodactylus scaber мешкають в центральній Кубі, від півночі провінції Матансас до заходу провінції Лас-Тунас, зокрема на сусідніх островах Сабана-Камагуей. Вони живуть в сухих тропічних лісах.